# Kapucijnapen
De kapucijnapen (Cebinae) vormen een onderfamilie van dagactieve breedneusapen. De wetenschappelijke naam van de onderfamilie werd in 1831 gepubliceerd door Karel Lucien Bonaparte. Ze zijn vernoemd naar de kloosterorde van de kapucijnen, omdat hun gezichtstekening doet denken aan de kappen van deze monniken. De kapucijnapen zijn nauw verwant aan de doodshoofdaapjes (Saimiriinae).

## Kenmerken
Kapucijnapen zijn 305 tot 565 millimeter lang, met een staart van 300 tot 560 millimeter. Ze wegen 1100 tot 4300 gram. Mannetjes zijn groter dan vrouwtjes. Ook hebben ze grotere hoektanden. Het topje van de staart van de kapucijnaap kan dienen als grijpstaart, en kan het gehele lichaamsgewicht dragen.

## Leefwijze
Het zijn boombewonende dagdieren, die zich het liefst laag in de bomen ophouden. Kapucijnapen komen ook regelmatig op de grond om daar voedsel te zoeken. Kapucijnapen eten voornamelijk rijpe vruchten, bessen en insecten, maar kunnen hun dieet aanvullen met allerhande voedsel. Veelvoorkomende aanvullingen op het dieet zijn bloemen, zaden, groene plantendelen, onrijpe vruchten, wortelen, knoppen, scheuten, schors, gom, landbouwgewassen, slakken, spinnen, eieren en jonge vogeltjes. Dieren die meer aan de kust wonen, eten ook oesters en krabben. Sommige kapucijnapen kunnen harde voorwerpen gebruiken om noten open te breken.
Kapucijnapen kunnen in twee groepsvormen voorkomen: kleine harems van één mannetje en één tot drie vrouwtjes, of in grotere groepen bestaande uit zeven tot twintig dieren, waaronder meerdere mannetjes. Eén mannetje is het dominante mannetje, dat het meest met de vrouwtjes in de groep paart. De laatste groepsvorm komt voornamelijk voor in gebieden met hoge bevolkingsdichtheden. Kapucijnapen kunnen bijzonder agressief worden tegen dieren van een andere groep. Soms komen kapucijnapen ook voor in gemengde groepen met doodshoofdaapjes en zelfs slingerapen.
Kapucijnapen worden veelvuldig gehouden als huisdier, ook in Europa en Noord-Amerika. De import van deze dieren is echter tegenwoordig verboden.

## Verspreiding
Kapucijnapen komen voor in een groot gedeelte van Latijns-Amerika, van Noord-Argentinië tot Belize en Honduras, van zeeniveau tot een hoogte van 2500 meter. Vooral de bruine kapucijnaap, die voorkomt in bijna geheel Zuid-Amerika ten oosten van de Andes, heeft een groot leefgebied. In sommige gebieden leven meerdere soorten naast elkaar. Kapucijnapen zijn minder kieskeurig over hun leefgebied dan de meeste andere apen van de Nieuwe Wereld, en komen zowel in droge bossen als in regenwoud voor, in mangroves, moerassen, rivierbossen, galerijbossen en in boomsavannes.

## Voortplanting
Na een draagtijd van 150 dagen wordt één, bij hoge uitzondering twee jongen geboren. De meeste jongen worden vroeg in het regenseizoen geboren, maar de meeste soorten planten zich het gehele jaar door voort. Kapucijnapen planten zich vrij traag voort, ongeveer één keer in de twee jaar. De vrouwtjes zijn meestal vijf à zes jaar oud als ze zich voor het eerst voortplanten.

## Leeftijd
Kapucijnapen worden behoorlijk oud in vergelijking met andere zoogdieren van dezelfde grootte, ongeveer 44 jaar in gevangenschap maar in het wild ongeveer 40 jaar oud. Een witschouderkapucijnaap is 55 jaar oud geworden.

## Taxonomie
Deze onderfamilie bestaat uit 2 geslachten met 12 soorten.
- Geslacht: Sapajus (Robuuste kapucijnapen) (8 soorten)
  - Soort: Sapajus apella (Bruine kapucijnaap)
  - Soort: Sapajus cay
  - Soort: Sapajus flavius
  - Soort: Sapajus libidinosus
  - Soort: Sapajus macrocephalus
  - Soort: Sapajus nigritus
  - Soort: Sapajus robustus
  - Soort: Sapajus xanthosternos (Geelborstkapucijnaap)
- Geslacht: Cebus (Slanke kapucijnapen)(4 soorten)
  - Soort: Cebus albifrons (Witvoorhoofdkapucijnaap)
  - Soort: Cebus capucinus (Witschouderkapucijnaap)
  - Soort: Cebus kaapori
  - Soort: Cebus olivaceus (Treurkapucijnaap)

De leden van het geslacht Sapajus hebben rechtopstaande haren boven op het hoofd en zijn meestal grijsachtig bruin gekleurd. De leden van het geslacht Cebus hebben deze haren niet, en hebben een donkere vacht met een wit gezicht, keel en/of borst.